# SN 2003aq
SN 2003aq – supernowa typu II-P odkryta 6 lutego 2003 roku w galaktyce NGC 5490C. W momencie odkrycia miała maksymalną jasność 18,50m.